# Harel Mojal
Harel Mojal (hebr. הראל מויאל; ur. 12 kwietnia 1981 w Jerozolimie) – izraelski piosenkarz, kompozytor i tekściarz, zwycięzca drugiej edycji programu telewizyjnego Kochaw nolad (כוכב נולד, odpowiednik polskiego Idola).

## Życiorys
Wychowywał się w mieście Ma’ale Adummim. W dzieciństwie interesował się aktorstwem, słuchał world music i samodzielnie uczył się gry na gitarze. Studiował w college’u w Herclijji. Tam też zaciągnął się do wojska.
Do telewizyjnego konkursu Kochaw nolad (2004) zgłosiła go rodzina. Poszedł na przesłuchanie bez wielkich nadziei. Wygrał program, pokonując w finale Harela Ska’ata i Adiego Kohena.
W 2005 r. wydał swój debiutancki album zatytułowany Harel Moyal. Płyta zyskała w Izraelu status złotej po zaledwie pięciu dniach od premiery. Był autorem większości kompozycji i tekstów piosenek zawartych na płycie. W 2007 r. ukazał się drugi longplay artysty, Levadi.